# Malta en el Festival de la Canción de Eurovisión 2021
Malta participó en el LXV Festival de la Canción de Eurovisión, celebrado en Róterdam, Países Bajos del 18 al 22 de mayo del 2021, tras la victoria de Duncan Laurence con la canción «Arcade». La PBS Malta decidió mantener a la representante de Malta de la cancelada edición de 2020, la cantante Destiny Chukunyere para participar en la edición de 2021, siendo presentada en el mes de marzo la canción «Je me casse» con la cual competiría.
Malta se convirtió rápidamente en la máxima favorita para ganar el festival de Eurovisión por delante de Suiza y Francia, hasta que en la semana de ensayos previa al festival comenzaron en un mano a mano con Francia e Italia en las casas de apuestas. Dentro del festival, Destiny Chukunyere logró clasificarse dentro de la semifinal 1, ganándola con un total de 325 puntos. Finalmente, Malta se clasificaría en 7ª posición con una sumatoria de 255 puntos: 208 del jurado profesional y 47 del televoto.

## Historia de Malta en el Festival
Malta debutó en el festival de 1971, participando desde entonces en 32 ocasiones. El mejor resultado de Malta es el 2.° lugar obtenido por Ira Losco con la canción «7th wonder» en 2002 y por Chiara con la balada «Angel» en 2005. Previamente Malta había alcanzado la 3.ª posición en 2 ocasiones: en 1992 con Mary Spiteri y la canción «Little Child», y la segunda ocasión en 1998 con Chiara y el tema «The one that I loved». Malta se ha clasificado en 14 ocasiones dentro de los 10 mejores del concurso, si bien en los últimos años ha obtenido resultados regulares, incluyendo 7 eliminaciones en semifinales desde 2004.
La representante para la edición cancelada de 2020 era la cantante maltesa de origen nigeriano Destiny Chukunyere con la canción «All of my love». En 2019, la cantante Michela Pace terminó en 14.ª posición con 107 puntos en la gran final, con el tema «Chameleon».

## Representante para Eurovisión

### Elección Interna
Malta confirmó su participación en el Festival de la Canción de Eurovisión 2021 el 16 de mayo de 2020. Al igual que lo harían la mayoría de los países participantes, Malta confirmó como su representante a la artista seleccionada para concursar en 2020, Destiny Chukunyere. Malta abrió el plazo para enviar propuestas el 27 de octubre de 2020. La canción seleccionada fue el tema pop con toques de chanson francesa de los 20 «Je me casse». El tema fue compuesto por Malin Christin, Amanuel Dermont, Nicklas Eklund y Pete Barringer. Malta se convirtió en la máxima favorita en las casas de apuestas tras su presentación. Malta ganó la OGAE Poll con 363 puntos, el sondeo anual realizado entre los clubes de fans nacionales de Eurovisión.

## En Eurovisión
De acuerdo a las reglas del festival, todos los concursantes inician desde las semifinales, a excepción del anfitrión (en este caso, Países Bajos) y el Big Five compuesto por Alemania, España, Francia, Italia y Reino Unido. La producción del festival decidió respetar el sorteo ya realizado para la edición cancelada de 2020 por lo que se determinó que el país, tendría que participar en la primera semifinal. En este mismo sorteo, se determinó que participaría en la segunda mitad de la semifinal (posiciones 8-16). Semanas después, ya conocidos los artistas y sus respectivas canciones participantes, la producción del programa dio a conocer el orden de actuación, determinando que Malta participara en la decimosexta posición, precedida por Ucrania.
Malta retransmitió el festival sin comentarios en ningún caso. La portavoz de la votación del jurado profesional maltés fue Stephanie Spiteri.

### Semifinal 1
Destiny Chukunyere tomó parte de los primeros ensayos los días 9 y 12 de mayo, así como de los ensayos generales con vestuario de la primera semifinal los días 17 y 18 de mayo. El ensayo general de la tarde del 17 fue tomado en cuenta por los jurados profesionales para emitir sus votos, que representan el 50% de los puntos. Malta se presentó en la posición 16 por delante de Ucrania. La actuación maltesa fue conceptualizada por Sacha Jean Baptiste, teniendo a Destiny Chukunyere usando un body plateado acompañada con 4 bailarinas. Las bailarinas usaban un body rosa bailando con Destiny sobre una pequeña plataforma con tubos LED que se iluminaban conforme a la coreografía. La pantalla LED fungió como apoyo visual en la actuación, mostrando fondos geométricos en colores azules, rosa neón y amarillo.
Al final del show, Malta fue anunciada como uno de los 10 países finalistas. Los resultados revelados una vez terminado el festival, le otorgaron a Malta su primera victoria en una semifinal con 325 puntos, tras arrasar en la votación del jurado profesional con 174 puntos y 8 máximas puntuaciones, y posicionarse en 2ª posición en la votación del televoto con 151 puntos.

### Final
Durante la rueda de prensa de los ganadores de la primera semifinal, se realizó el sorteo en el que se decidió en que mitad participaría cada finalista. Malta fue sorteada para participar en la primera mitad de la final (posiciones 1-13). El orden de actuación revelado durante la madrugada del viernes 21 de mayo, en el que se decidió que Malta debía actuar en la posición 6 por delante de Rusia y detrás de Portugal.
Durante la votación final, Malta se colocó en 3ª posición del jurado profesional tras obtener 208 puntos, con las máximas puntuaciones de Australia, Noruega, Rumania y Suecia. De esta forma, Malta fue el antepenúltimo país en recibir su puntuación del televoto. Más tarde fue revelada su puntuación: 47 puntos del televoto ubicándose en la 14.ª posición. Malta finalizó en la votación con 255 puntos en el 7° puesto, clasificándose en un posición inferior a lo que preveían las casas de apuestas, aunque se convirtió en el mejor resultado para el país desde 2005.

### Votación

#### Puntuación otorgada a Malta

##### Semifinal 1
| Jurado                                                                        | Jurado                                               | Jurado                                                             | Jurado               | Jurado                 |
| 12 puntos                                                                     | 10 puntos                                            | 8 puntos                                                           | 7 puntos             | 6 puntos               |
| ----------------------------------------------------------------------------- | ---------------------------------------------------- | ------------------------------------------------------------------ | -------------------- | ---------------------- |
| - Australia - Croacia - Chipre - Irlanda - Noruega - Rumania - Rusia - Suecia | - Alemania - Azerbaiyán - Macedonia del Norte        | - Bélgica - Israel - Italia                                        | - Países Bajos       | - Lituania - Eslovenia |
| 5 puntos                                                                      | 4 puntos                                             | 3 puntos                                                           | 2 puntos             | 1 punto                |
| - Ucrania                                                                     |                                                      |                                                                    |                      |                        |
| Televoto                                                                      |                                                      |                                                                    |                      |                        |
| 12 puntos                                                                     | 10 puntos                                            | 8 puntos                                                           | 7 puntos             | 6 puntos               |
| - Países Bajos                                                                | - Australia - Irlanda - Israel - Macedonia del Norte | - Chipre - Alemania - Noruega - Rumania - Rusia - Suecia - Ucrania | - Croacia - Lituania | - Azerbaiyán - Italia  |
| 5 puntos                                                                      | 4 puntos                                             | 3 puntos                                                           | 2 puntos             | 1 punto                |
| - Eslovenia                                                                   |                                                      |                                                                    |                      |                        |

##### Final
| Jurado                                                                    | Jurado                                             | Jurado                                 | Jurado                                                                         | Jurado                                     |
| 12 puntos                                                                 | 10 puntos                                          | 8 puntos                               | 7 puntos                                                                       | 6 puntos                                   |
| ------------------------------------------------------------------------- | -------------------------------------------------- | -------------------------------------- | ------------------------------------------------------------------------------ | ------------------------------------------ |
| - Australia - Noruega - Rumania - Suecia                                  | - Chipre - Irlanda                                 | - Albania - Alemania - España          | - Azerbaiyán - Italia - Moldavia - Países Bajos - República Checa - San Marino | - Grecia - Suiza                           |
| 5 puntos                                                                  | 4 puntos                                           | 3 puntos                               | 2 puntos                                                                       | 1 punto                                    |
| - Bélgica - Bulgaria - Eslovenia - Israel - Macedonia del Norte - Ucrania | - Austria - Dinamarca - Polonia - Portugal - Rusia | - Croacia - Lituania                   | - Letonia                                                                      | - Estonia - Finlandia - Georgia - Islandia |
| Televoto                                                                  |                                                    |                                        |                                                                                |                                            |
| 12 puntos                                                                 | 10 puntos                                          | 8 puntos                               | 7 puntos                                                                       | 6 puntos                                   |
|                                                                           |                                                    | - Australia                            |                                                                                | - Reino Unido                              |
| 5 puntos                                                                  | 4 puntos                                           | 3 puntos                               | 2 puntos                                                                       | 1 punto                                    |
| - Israel                                                                  | - Irlanda                                          | - España - Grecia - Islandia - Noruega | - Austria - Bélgica - Dinamarca - Rumania - Suecia                             | - Chipre - Países Bajos                    |

#### Puntuación otorgada por Malta
| Puntos    | Jurado     | Televoto   |
| --------- | ---------- | ---------- |
| 12 puntos | Rumania    | Chipre     |
| 10 puntos | Suecia     | Suecia     |
| 8 puntos  | Chipre     | Azerbaiyán |
| 7 puntos  | Ucrania    | Lituania   |
| 6 puntos  | Azerbaiyán | Noruega    |
| 5 puntos  | Eslovenia  | Israel     |
| 4 puntos  | Lituania   | Ucrania    |
| 3 puntos  | Croacia    | Rumania    |
| 2 puntos  | Irlanda    | Rusia      |
| 1 punto   | Rusia      | Irlanda    |

| Puntos    | Jurado     | Televoto  |
| --------- | ---------- | --------- |
| 12 puntos | Albania    | Italia    |
| 10 puntos | Suiza      | Noruega   |
| 8 puntos  | Suecia     | Suecia    |
| 7 puntos  | Portugal   | Finlandia |
| 6 puntos  | Grecia     | Lituania  |
| 5 puntos  | Ucrania    | Islandia  |
| 4 puntos  | Chipre     | Serbia    |
| 3 puntos  | Francia    | Francia   |
| 2 puntos  | Finlandia  | Chipre    |
| 1 punto   | San Marino | Ucrania   |

##### Desglose
El jurado maltés estuvo compuesto por:
- Kevin Abela
- Annaliz Azzopardi
- Ira Losco
- Sigmund Mifsud
- Michela Pace

| Semifinal 1 | Semifinal 1         | Semifinal 1                | Semifinal 1                | Semifinal 1                | Semifinal 1                | Semifinal 1                | Semifinal 1                | Semifinal 1                | Semifinal 1                | Semifinal 1                |
| N.º         | País                | Jurado                     | Jurado                     | Jurado                     | Jurado                     | Jurado                     | Jurado                     | Jurado                     | Televoto                   | Televoto                   |
| N.º         | País                | Jurado A                   | Jurado B                   | Jurado C                   | Jurado D                   | Jurado E                   | Ranking                    | Puntos                     | Ranking                    | Puntos                     |
| ----------- | ------------------- | -------------------------- | -------------------------- | -------------------------- | -------------------------- | -------------------------- | -------------------------- | -------------------------- | -------------------------- | -------------------------- |
| 01          | Lituania            |                            |                            |                            |                            |                            |                            |                            |                            |                            |
| 02          | Eslovenia           |                            |                            |                            |                            |                            |                            |                            |                            |                            |
| 03          | Rusia               |                            |                            |                            |                            |                            |                            |                            |                            |                            |
| 04          | Suecia              |                            |                            |                            |                            |                            |                            |                            |                            |                            |
| 05          | Australia           |                            |                            |                            |                            |                            |                            |                            |                            |                            |
| 06          | Macedonia del Norte |                            |                            |                            |                            |                            |                            |                            |                            |                            |
| 07          | Irlanda             |                            |                            |                            |                            |                            |                            |                            |                            |                            |
| 08          | Chipre              |                            |                            |                            |                            |                            |                            |                            |                            |                            |
| 09          | Noruega             |                            |                            |                            |                            |                            |                            |                            |                            |                            |
| 10          | Croacia             |                            |                            |                            |                            |                            |                            |                            |                            |                            |
| 11          | Bélgica             |                            |                            |                            |                            |                            |                            |                            |                            |                            |
| 12          | Israel              |                            |                            |                            |                            |                            |                            |                            |                            |                            |
| 13          | Rumania             |                            |                            |                            |                            |                            |                            |                            |                            |                            |
| 14          | Azerbaiyán          |                            |                            |                            |                            |                            |                            |                            |                            |                            |
| 15          | Ucrania             |                            |                            |                            |                            |                            |                            |                            |                            |                            |
| 16          | Malta               | -------------------------- | -------------------------- | -------------------------- | -------------------------- | -------------------------- | -------------------------- | -------------------------- | -------------------------- | -------------------------- |

| Final | Final        | Final                      | Final                      | Final                      | Final                      | Final                      | Final                      | Final                      | Final                      | Final                      |
| N.º   | País         | Jurado                     | Jurado                     | Jurado                     | Jurado                     | Jurado                     | Jurado                     | Jurado                     | Televoto                   | Televoto                   |
| N.º   | País         | Jurado A                   | Jurado B                   | Jurado C                   | Jurado D                   | Jurado E                   | Ranking                    | Puntos                     | Ranking                    | Puntos                     |
| ----- | ------------ | -------------------------- | -------------------------- | -------------------------- | -------------------------- | -------------------------- | -------------------------- | -------------------------- | -------------------------- | -------------------------- |
| 01    | Chipre       |                            |                            |                            |                            |                            |                            |                            |                            |                            |
| 02    | Albania      |                            |                            |                            |                            |                            |                            |                            |                            |                            |
| 03    | Israel       |                            |                            |                            |                            |                            |                            |                            |                            |                            |
| 04    | Bélgica      |                            |                            |                            |                            |                            |                            |                            |                            |                            |
| 05    | Rusia        |                            |                            |                            |                            |                            |                            |                            |                            |                            |
| 06    | Malta        | -------------------------- | -------------------------- | -------------------------- | -------------------------- | -------------------------- | -------------------------- | -------------------------- | -------------------------- | -------------------------- |
| 07    | Portugal     |                            |                            |                            |                            |                            |                            |                            |                            |                            |
| 08    | Serbia       |                            |                            |                            |                            |                            |                            |                            |                            |                            |
| 09    | Reino Unido  |                            |                            |                            |                            |                            |                            |                            |                            |                            |
| 10    | Grecia       |                            |                            |                            |                            |                            |                            |                            |                            |                            |
| 11    | Suiza        |                            |                            |                            |                            |                            |                            |                            |                            |                            |
| 12    | Islandia     |                            |                            |                            |                            |                            |                            |                            |                            |                            |
| 13    | España       |                            |                            |                            |                            |                            |                            |                            |                            |                            |
| 14    | Moldavia     |                            |                            |                            |                            |                            |                            |                            |                            |                            |
| 15    | Alemania     |                            |                            |                            |                            |                            |                            |                            |                            |                            |
| 16    | Finlandia    |                            |                            |                            |                            |                            |                            |                            |                            |                            |
| 17    | Bulgaria     |                            |                            |                            |                            |                            |                            |                            |                            |                            |
| 18    | Lituania     |                            |                            |                            |                            |                            |                            |                            |                            |                            |
| 19    | Ucrania      |                            |                            |                            |                            |                            |                            |                            |                            |                            |
| 20    | Francia      |                            |                            |                            |                            |                            |                            |                            |                            |                            |
| 21    | Azerbaiyán   |                            |                            |                            |                            |                            |                            |                            |                            |                            |
| 22    | Noruega      |                            |                            |                            |                            |                            |                            |                            |                            |                            |
| 23    | Países Bajos |                            |                            |                            |                            |                            |                            |                            |                            |                            |
| 24    | Italia       |                            |                            |                            |                            |                            |                            |                            |                            |                            |
| 25    | Suecia       |                            |                            |                            |                            |                            |                            |                            |                            |                            |
| 26    | San Marino   |                            |                            |                            |                            |                            |                            |                            |                            |                            |